# 辽代陈国公主与驸马合葬墓
辽代陈国公主与驸马合葬墓于1986年6月8日由内蒙古自治区考古研究所對該墓進行發掘，是迄今為止發現保存最完整、出土文物最丰富的辽朝契丹皇室墓葬。位于中国内蒙古奈曼旗青龙山镇东北10公里一个叫斯布格图的小村里。該墓葬為遼國開泰年間的墓葬，墓主人是耶律隆庆之女陳國公主。1996年5月，公布为第三批内蒙古自治区文物保护单位。
陳國公主駙馬合葬墓隨葬品共3227件，由於目前為止發現的遼朝墓葬大多都已被盜掘，此次發現十分難得，有許多製品是用金、銀、玉石以及瑪瑙、琥珀、珍珠等貴重材料製作而成，充分反映了契丹大貴族的豪華奢侈和墓主人的顯赫地位。